# Éric Jourdan
Éric Jourdan, pseudonimo di Jean Roger Éric Gaytérou, mutato in Jean-Éric Green a seguito dell'adozione da parte di Julien Green (Parigi, 29 maggio 1938 – Parigi, 7 febbraio 2015), è stato uno scrittore francese.

## Biografia
Eric Jourdan esordì, nel 1955, con il romanzo Les Mauvais Anges, (Gli angeli malvagi) che venne censurato per il suo tema dell'amore carnale tra due adolescenti. Fu proibito due volte in Francia nel giro di ventinove anni, il che non impedì l'edizione di lusso e includendo la sua prima traduzione in inglese con il titolo Two di Richard Howard.
Jourdain si teneva in disparte nel "mondo letterario di Parigi", politico e altro. Fieramente indipendente, non aderì a nessuna cerchia. Di origini disparate - Galles e Paesi Baschi da parte di padre, Savoia e Tirolo dal lato materno - dopo la morte dei genitori fu adottato da Julien Green. Cambiò la sua identità diverse volte e scrisse sotto diversi pseudonimi che non rivelò mai. Collaborò intensamente con Julien Green, con i nomi di Didier Mesnil e Giovanni Lucera.
Alla sua morte, Jourdan fu sepolto, accanto al padre adottivo, nella cappella della Vergine della Chiesa di Sant'Egidio a Klagenfurt, in Austria, giovedì 19 febbraio 2015.

## Opere

### Narrativa
- Les Mauvais Anges, (Gli angeli malvagi)[3] prefazione di Robert Margerit, edizione de la Pensée moderne, 1955; edizioni de la Musardine, 2001
- Saccage, Plon, 1956 (con il titolo: Détresse et Violence); La Musardine, 2005; France Loisirs, 2006 (nel suo testo integrale dopo La Musardine)
- Les Penchants obscurs, Plon, 1958 (riedito nel suo testo integrale con il titolo: Le Garçon de joie, ne La Musardine, 2006)
- Charité, edizioni de la Différence, 1985; edizioni du Seuil «Points romans», 1991
- Qui est là?, racconti per bambini, illustrazioni di Topor, edizioni Publisud, 1985
- Barbe Bleue, Croquemitaine et compagnie, contes et nouvelles malveillants, dont un Perrault pervers par Julien Green, illustrazioni di Paula Rego, edizioni Maren Sell, 1986; La Différence, 1996
- Anthologie de la peur, entre chien et loup, edizioni Maren Sell, 1986; edizioni du Seuil, 1989
- Révolte, Seuil, 1991
- Sang, Seuil, 1992
- L'Amour brut, Flammarion, 1993; La Musardine, 2006 (testo integrale)
- Le Garçon de joie, Stock, 1993; La Musardine, 2006 (testo integrale)
- Sexuellement incorrect, L'Atelier contemporain, 1995 (sesta parte e finale de Garçon de joie, pubblicazione anteriore a La Musardine)
- La Bande à Bécu en Touraine, Lorisse, 1999
- Pour Jamais, (Per sempre),[4] Joëlle Losfeld, 2001; edizioni H&O, 2006
- Sans lois ni Dieux : Le Songe d'Alcibiade, H&O, 2006; H&O «Poche», 2010
- Aux Gémonies, H&O, 2007
- Trois cœurs, Fayard-Pauvert, 2008
- Le Jeune Soldat, Fayard-Pauvert, 2009; La Musardine, 2011
- Portrait d'un jeune seigneur en dieu des moissons, La Musardine, 2010
- Lieutenant Darmancour, H&O, 2010
- Le Garçon et le Diable, H&O, 2011

### Album de la Pléiade
- Album Julien Green, bibliothèque de la Pléiade, éditions Gallimard, 1998

### Teatro
Éric Jourdan scrisse numerose pièces teatrali, di cui una sola, Drapeau Noir, è stata rappresentata a Parigi, a Clichy nel 1987 (35 rappresentazioni), poi al festival di Taormina, tradotta da Sandro Segui.
- Drapeau Noir, 1987
- Le Jour de gloire est arrivé (in collaborazione con Franz-Olivier Giesbert), J'ai lu «Humour», 2006

### Cinema
- La Dame de pique, sceneggiatura in collaborazione con Dita Parlo, libero adattamento da Aleksandr Sergeevič Puškin, scene e dialoghi a cura di Julien Green, film girato nel 1965 da Léonard Keigel.[5]